# Charles Langbridge Morgan
Charles Langbridge Morgan (n. 22 ianuarie 1894 la Bromley – d. 6 februarie 1958 la Londra) a fost un scriitor englez.
A scris romane impresionist-psihologice pe tema confllictelor spirituale, dragostei, morții, creației artistice într-un stil de eleganță clasică.
A colaborat la ziarul Times.

## Scrieri
- 1929: Portrait in a Mirror ("Portret într-o oglindă");
- 1932: The Fountain ("Fântâna");
- 1936: Sparkenbroke;
- 1938: The Flashing Stream ("Fluviul scânteietor");
- 1940: The Voyage ("Călătoria");
- 1947: The Judge's Story ("Istoria judecătorului");
- 1944: Reflexions in a Mirror ("Reflecții în oglindă");
- 1951: Liberties of the Mind ("Libertățile spiritului").